# Shuhei Yoshida
Shuhei Yoshida - 吉田修平 Yoshida Shuhei - és el president de Sony's Worldwide Studios per Sony Computer Entertainment Inc.. Shuhei Yoshida es va unir a Sony Corporation el 1986, on va treballar en l'estratègia corporativa de la companyia i en la coordinació del negoci de PCs. El 1993, es va incorporar com a director executiu de comptes al projecte PlayStation, on va ser un dels responsables de la creació de l'equip de desenvolupament intern de productes de Sony Computer Entertainment, que avui dia ocupa diferents estudis als Estats Units. El 1997 va ser ascendit a productor executiu i va treballar en nombrosos èxits com Gran Turismo, ICO, Ape Scape i The Legend of Dragoon. L'any 2000 es va mudar als Estats Units per unir-se a Sony Computer Entertainment America com a vicepresident del departament de desenvolupament de productes. Durant la seva estada en el càrrec es va convertir en un dels creadors del primer joc de la PS2 amb auriculars: SOCOM: U.S. Navy Seals, també un dels primers jocs en línia de la PS2 i un èxit de crítica i vendes que va donar lloc a seqüeles per a PS2, PS3 i PSP. A SCEA, Shuhei Yoshida també va produir diverses franquícies que es van convertir en èxits multimilionaris, com Uncharted, God of War, MLB: The Show, Ratchet and Clank, Resistance, Jak and Daxter, Sly Cooper i ATV Offroad Fury. Al maig de 2008, va ser nomenat president de Sony Worldwide Studios. Això el va fer responsable de totes les activitats de desenvolupament de programari per a jocs first-party (exclusius) per a Playstation. Worldwide Studios opera als Estats Units, Europa i el Japó. Recentment ha declarat el seu interès en els jocs de realitat virtual, encara que admet que el seu desenvolupament no serà ràpid.